# قلعة الحسا

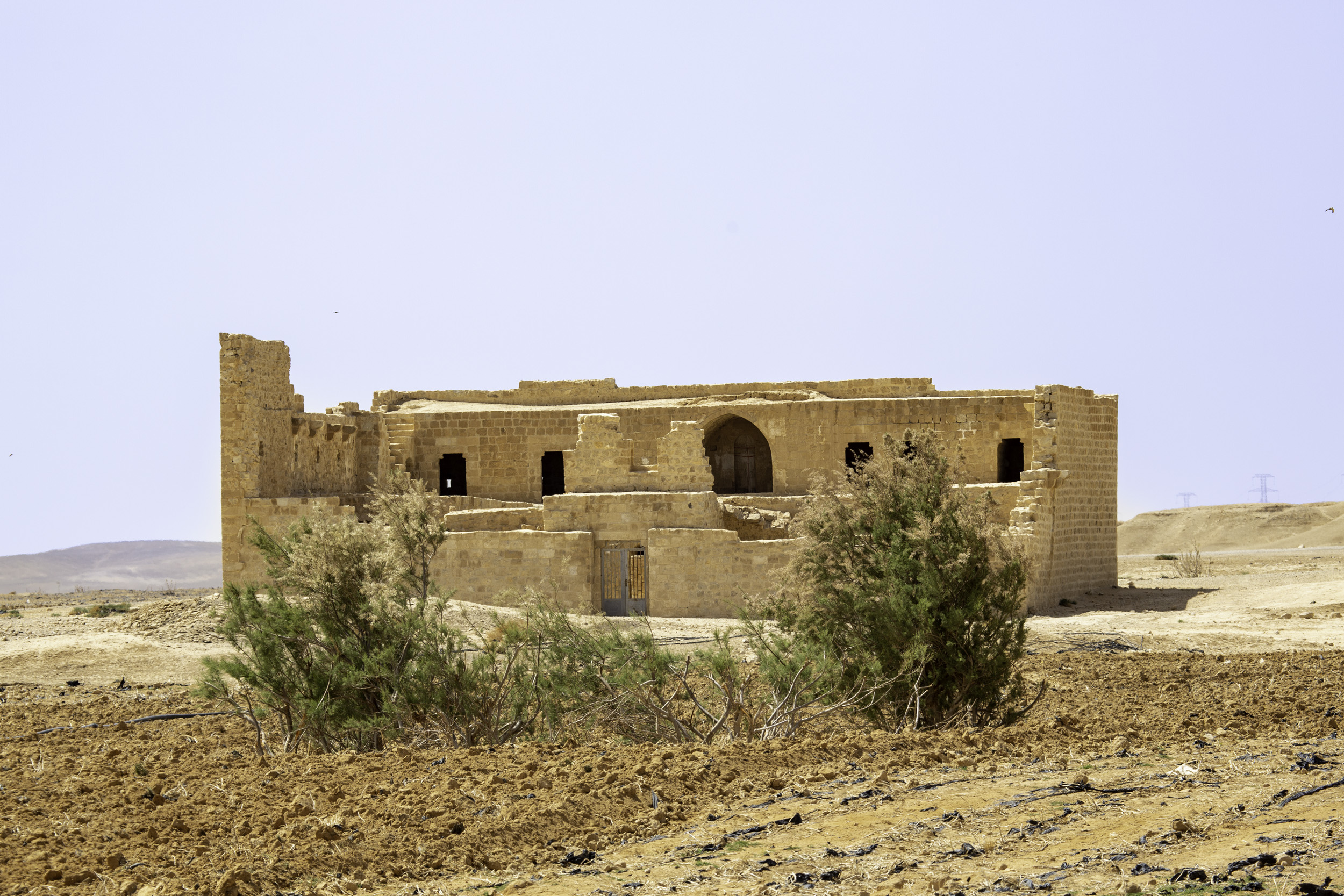

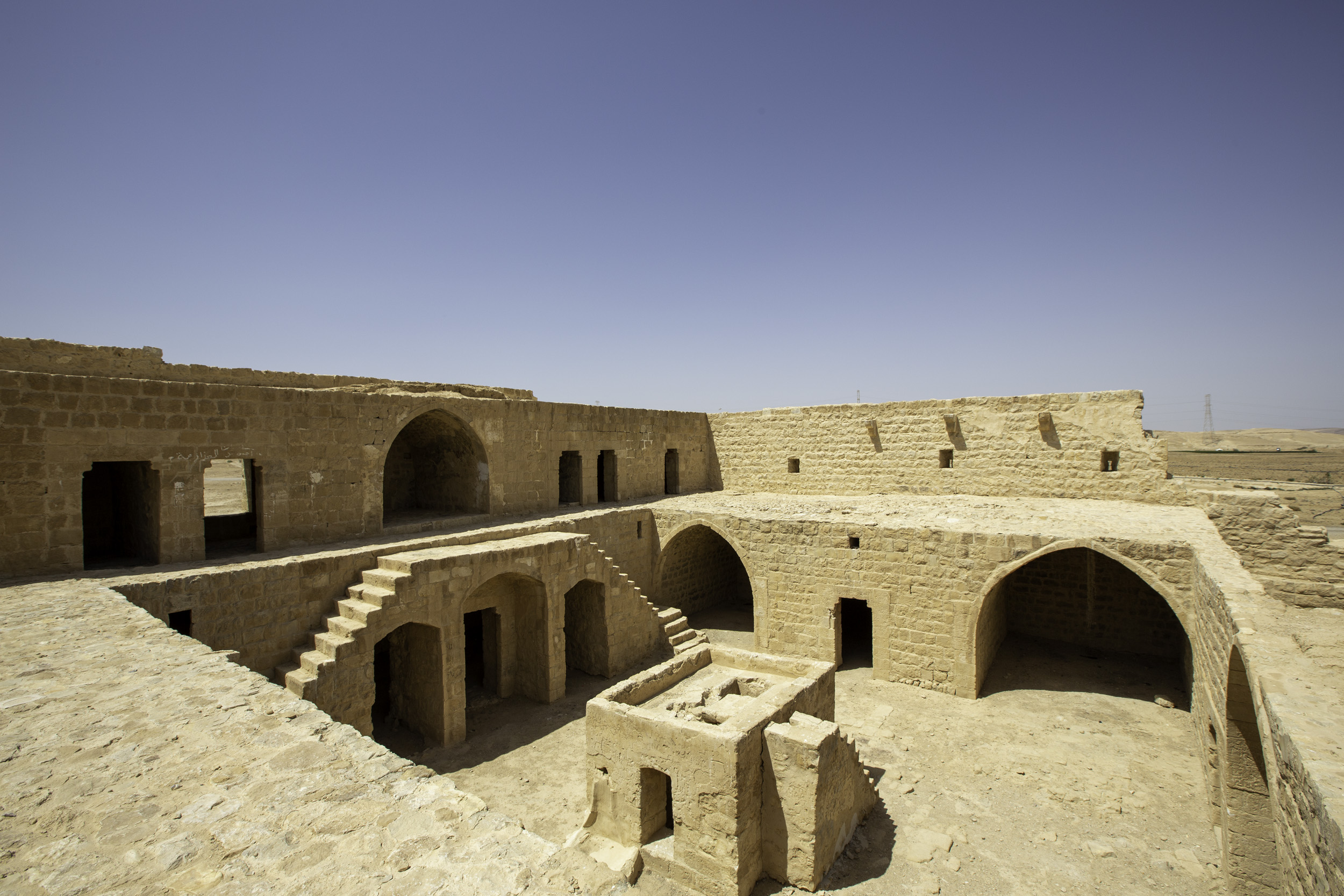
Al Hasa Castle (Interior)

قلعة الحسا أو خان الحسا هي حصن أثري تقع 6 كيلوميتر إلى الغرب من قرية الحسا في محافظة الطفيلة على الطريق باتجاه العقبة ، وهي من الآثار الإسلاميَّة. يعتقد بأن أصل البناء طولوني.

كانت قائمة بعصر المماليك، حيث ذكر هذه القلعة بوصفها خان، أي فندق صحراوي، خليل بن شاهين الظاهري، حوالي سنة 840 هـ أي 1435م، بحديثه عن مكوس قوافل الشام في القرن الخامس عشر. ومع ذلك، إلا أن البناء الحالي هو عثماني كما ذكر الرحالة النمساوي الويس موسيل الذي زارها بسنة 1907 وذكر وجود نقشٍ حجري في الخان، أي القلعة، كُتبَ عليه: 
«يا حسنة لله معبد
بناه للنقوش وشيد سلطاننا من نسل أحمد
في جنة المأوى له
دار منورة ومقعد»
ويفسر هذا النقش بأنه يقصد أحد ذرية أحمد بن طولون ومن الدولة الطولونية مما يرجع تاريخ إنشائها الأصلي إلى سنة 905 على فرض بأنها أنشأت بفترة حكم آخر سلاطين الدولة الطولونية وهو شيبان بن أحمد بن طولون، إن لم تكن أقدم بالطبع.